# Witold Andrzejewski
Witold Andrzejewski (ur. 5 kwietnia 1940 w Kownie, zm. 30 stycznia 2015 w Gorzowie Wielkopolskim) – polski duchowny rzymskokatolicki diecezji zielonogórsko-gorzowskiej, prałat, konfrater zakonu paulinów, aktor.

## Życiorys
Był synem oficera kawalerzysty, który został zamordowany przez Sowietów w Katyniu. Ukończył naukę w I Liceum Ogólnokształcącym im. Mikołaja Kopernika w Łodzi w 1958, a następnie studia w Państwowej Wyższej Szkołę Teatralną w Warszawie i rozpoczął występy na deskach teatru w Gorzowie Wielkopolskim. Z uwagi na powołanie kapłańskie przerwał jednak karierę aktorską. Ukończył Wyższe Seminarium Duchowne w Gościkowie-Paradyżu. Święcenia kapłańskie otrzymał 18 czerwca 1972 z rąk biskupa Wilhelma Pluty i rozpoczął pracę jako gorzowski duszpasterz akademicki. Od 1982 był duszpasterzem ludzi pracy w diecezji zielonogórsko-gorzowskiej (z przerwą na lata 1986–1989). W 1989 został proboszczem w parafii Niepokalanego Poczęcia Najświętszej Maryi Panny w Gorzowie Wielkopolskim. Został honorowym kanonikiem gorzowskiej kapituły katedralnej, kapelanem gorzowskiej Wojewódzkiej Komendy Policji, honorowym członkiem NSZZ Solidarność i członkiem Wspólnoty Polskiej.

## Odznaczenia i wyróżnienia
- 2007: Honorowy Członek NSZZ „Solidarność” (1995)[4]

- 2011:  Odznaka Honorowa „Za zasługi dla województwa lubuskiego”[5]
- 2015: pośmiertnie Krzyż Komandorski Orderu Odrodzenia Polski[6][7]

## Galeria

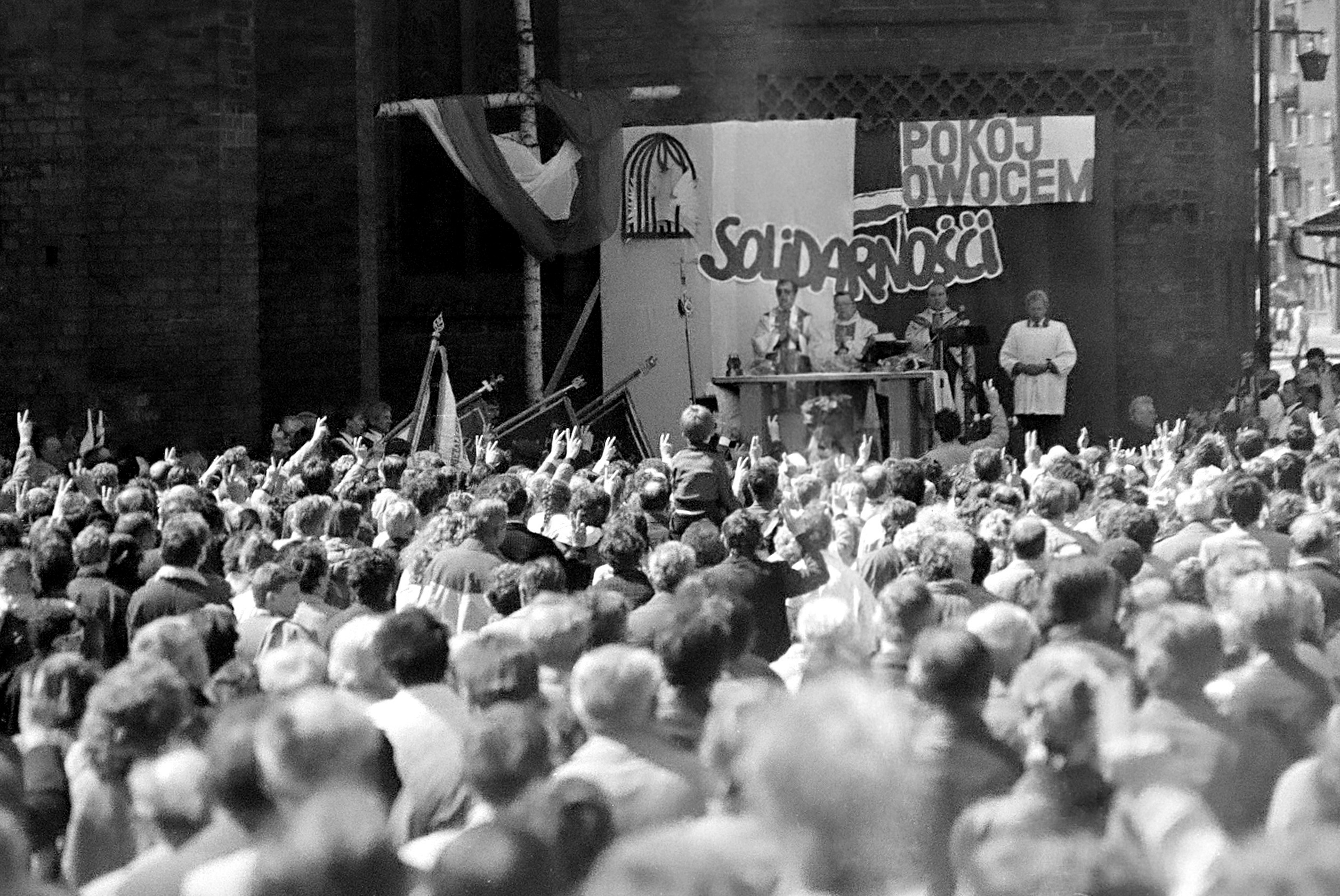
Msza za Ojczyznę w czasach PRL-u
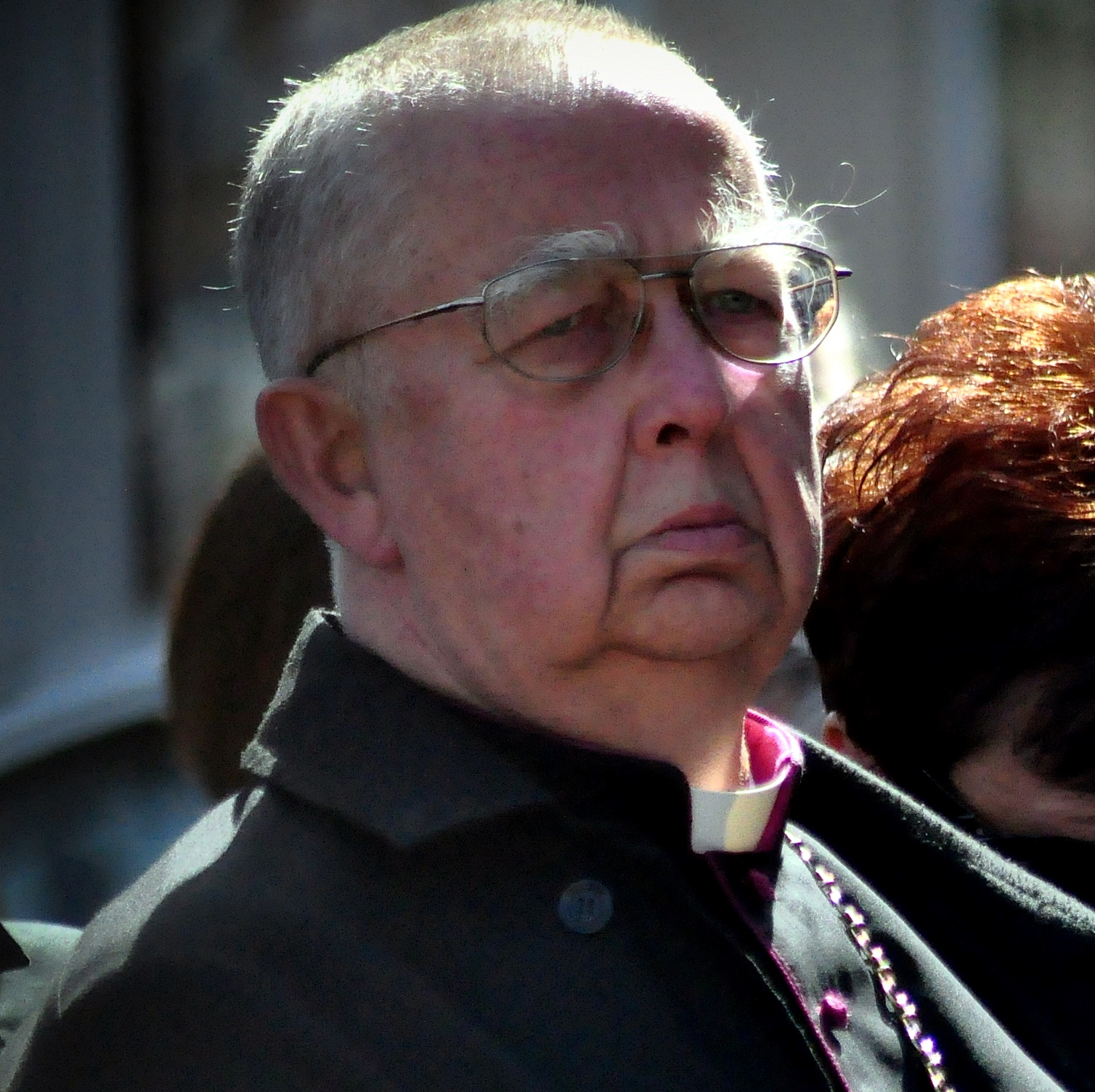
Ks. prał. Witold Andrzejewski (2011)
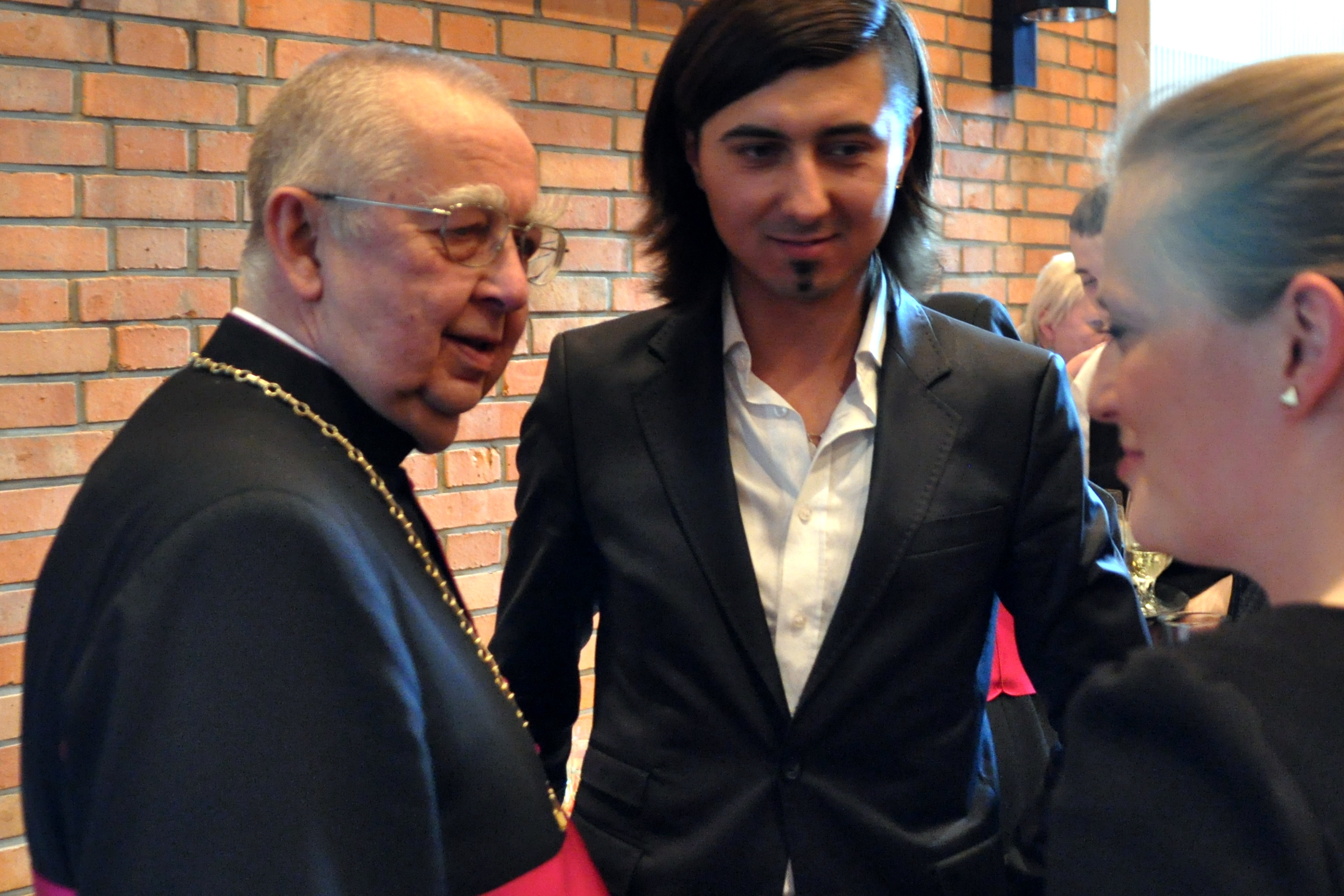
Rozmowa z młodymi twórcami
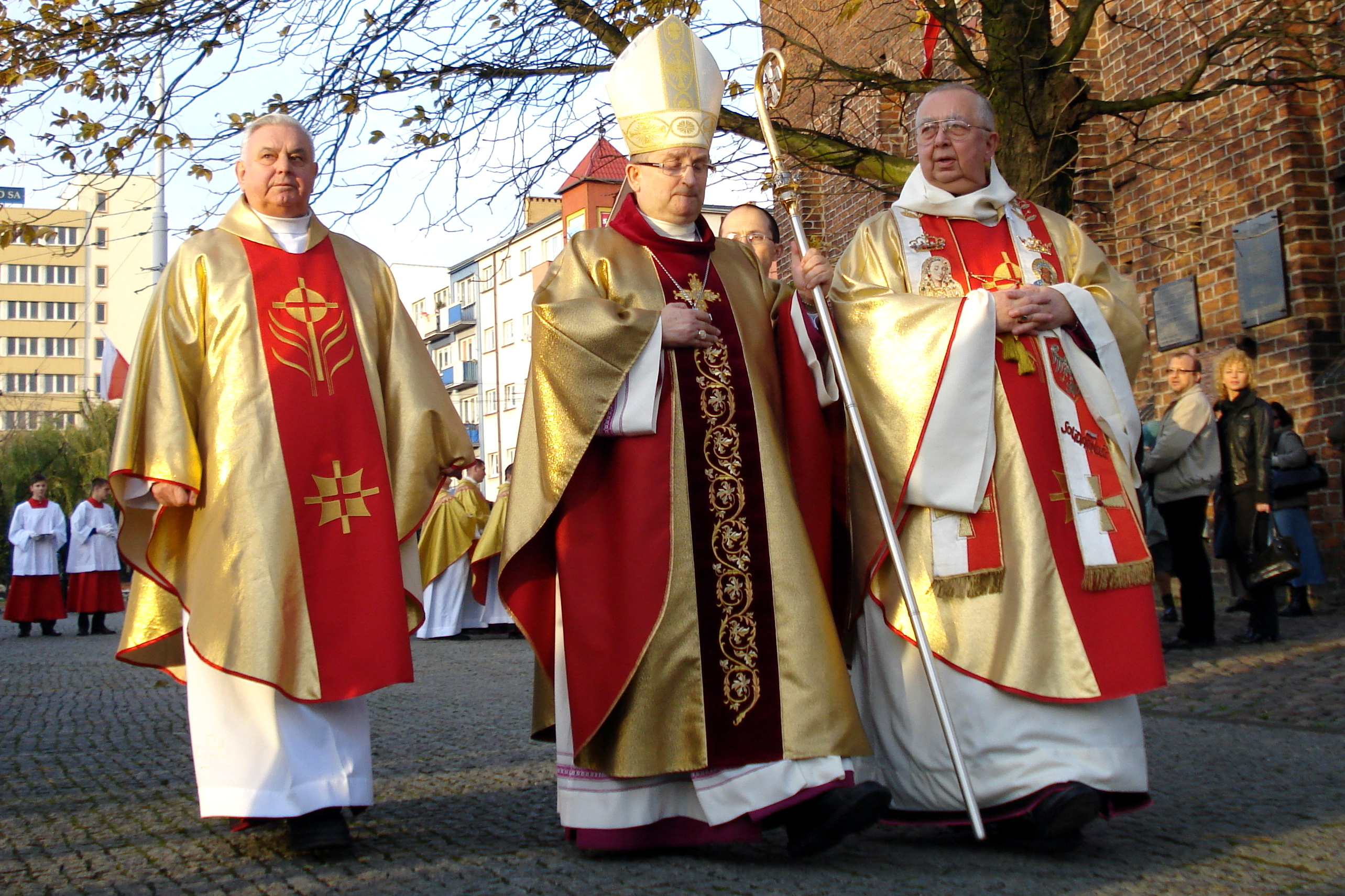
koncelebrans podczas Święta Niepodległości (2008)
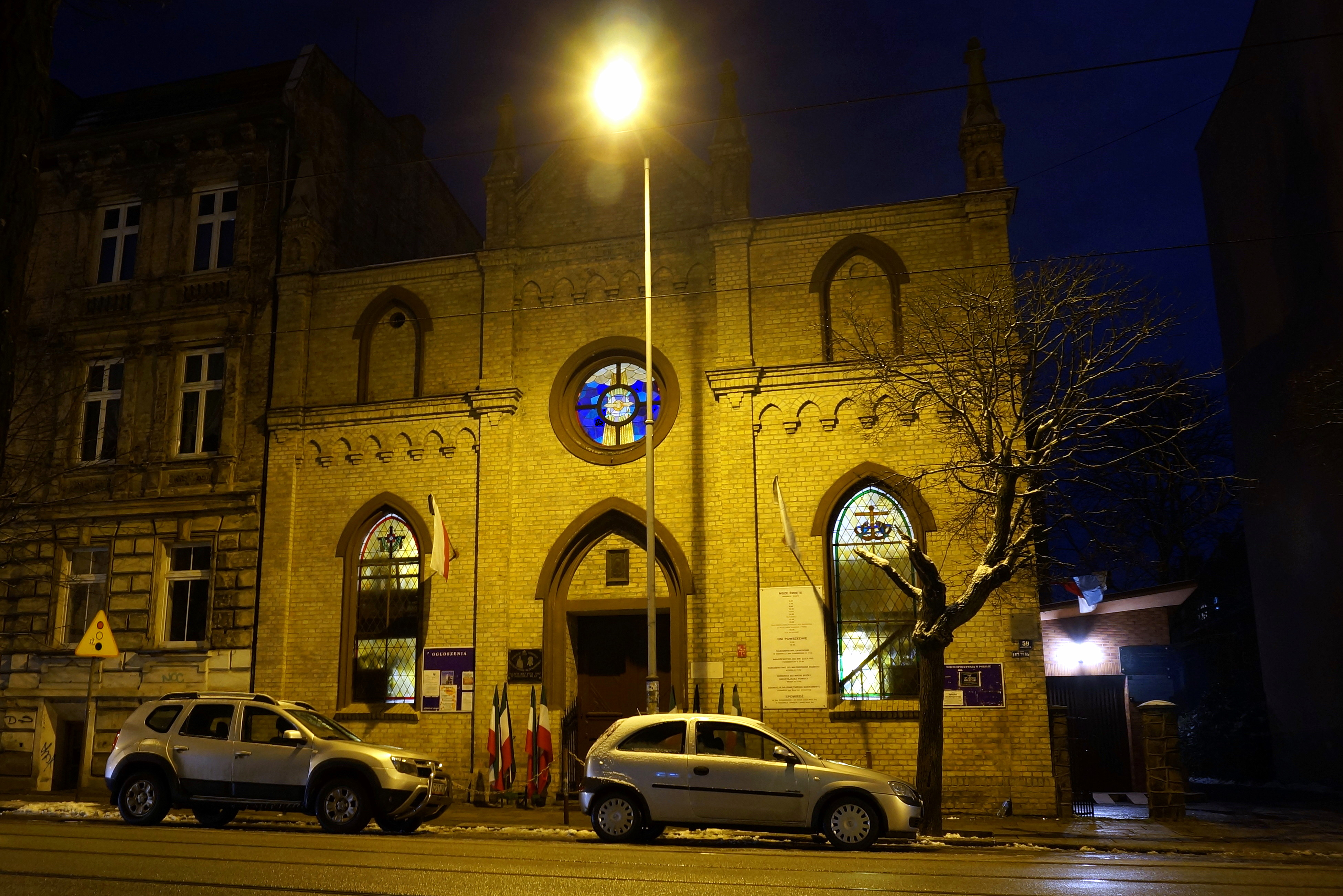
Parafia Niepokalanego Poczęcia Najświętszej Maryi Panny
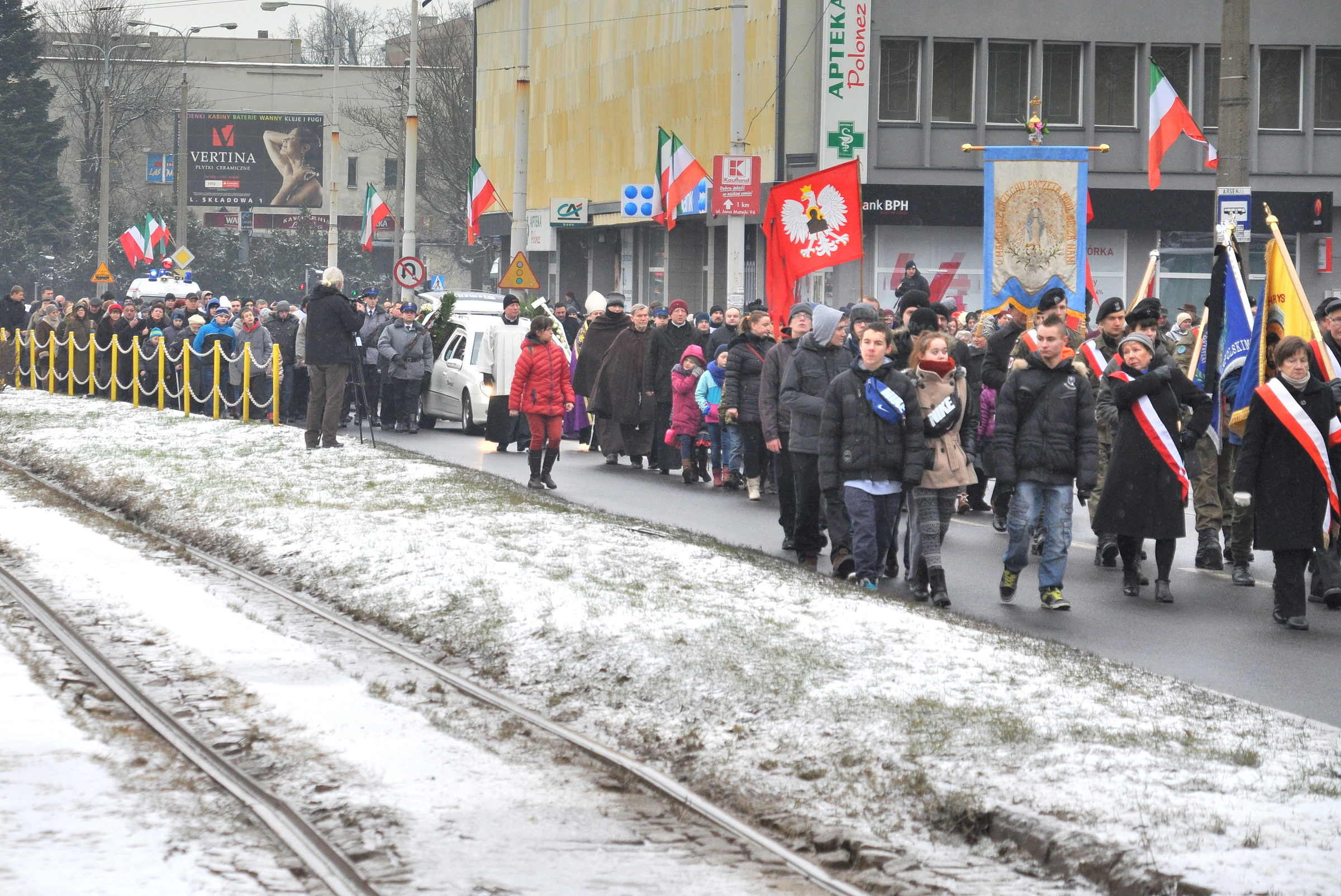
Pogrzeb ks. Witolda. Kondukt pogrzebowy w drodze do gorzowskiej katedry
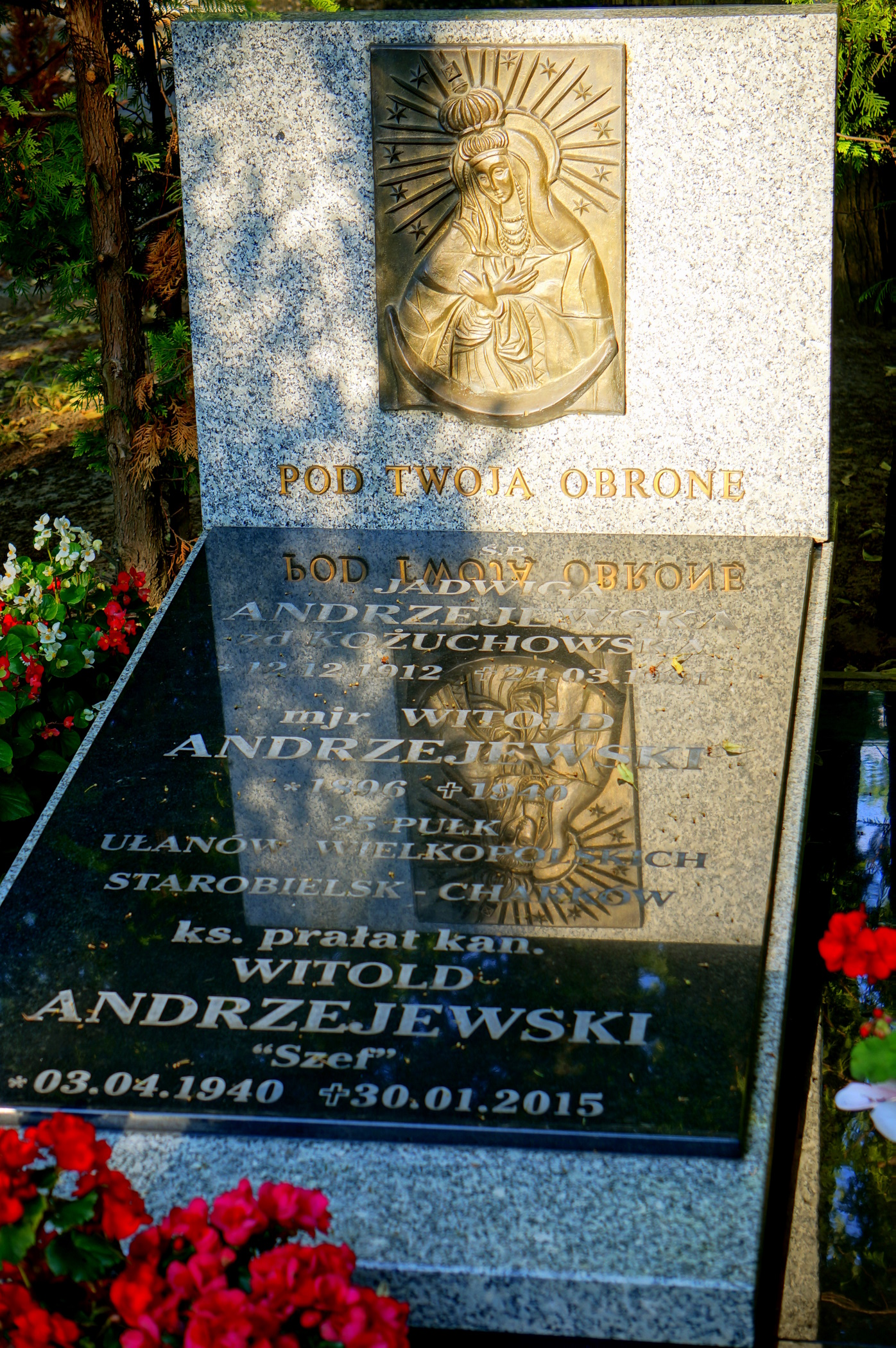
Grób na Cmentarzu Komunalnym[8](8B/3/4)
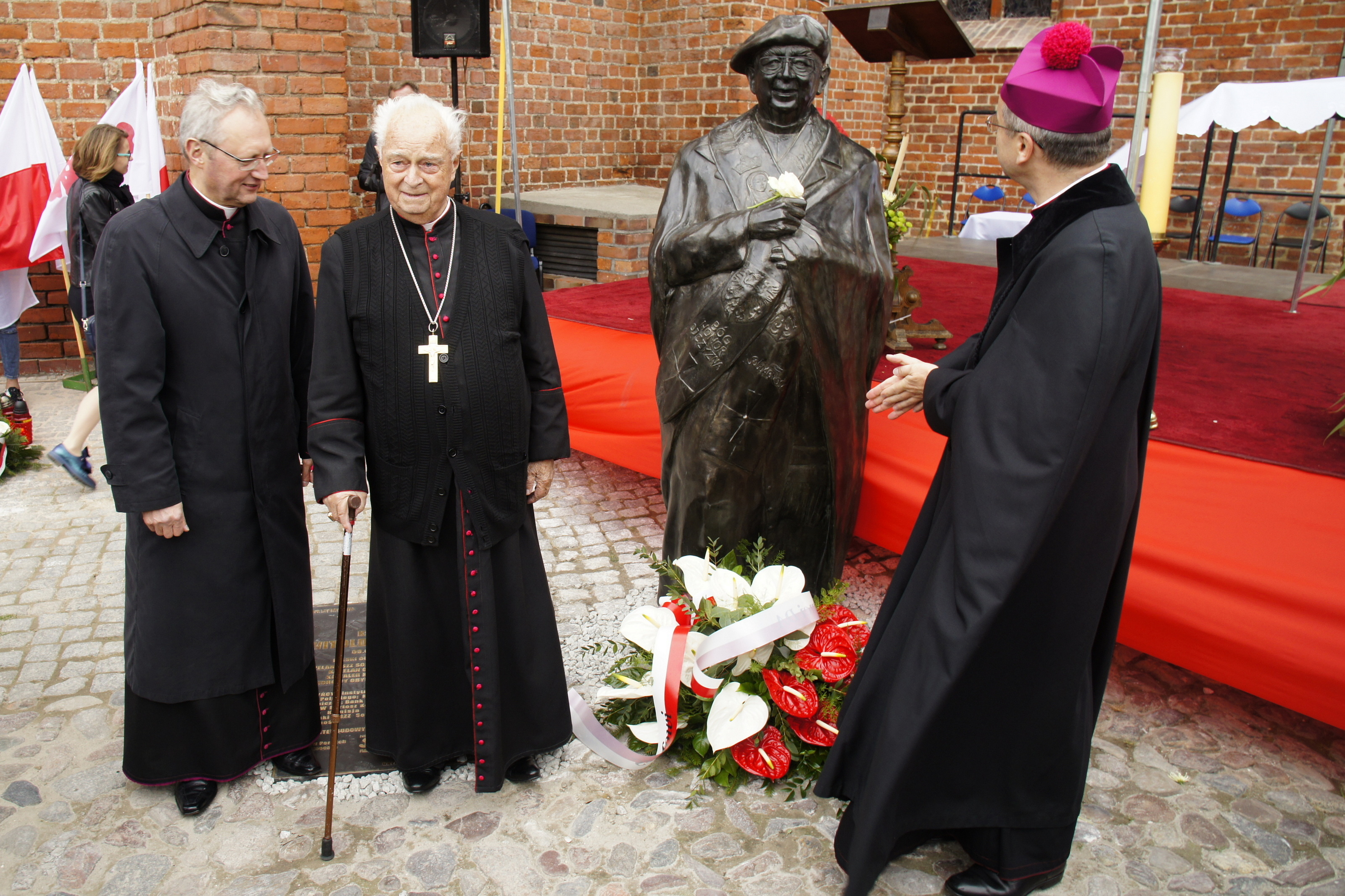
Uroczystość odsłonięcia pomnika (2018)
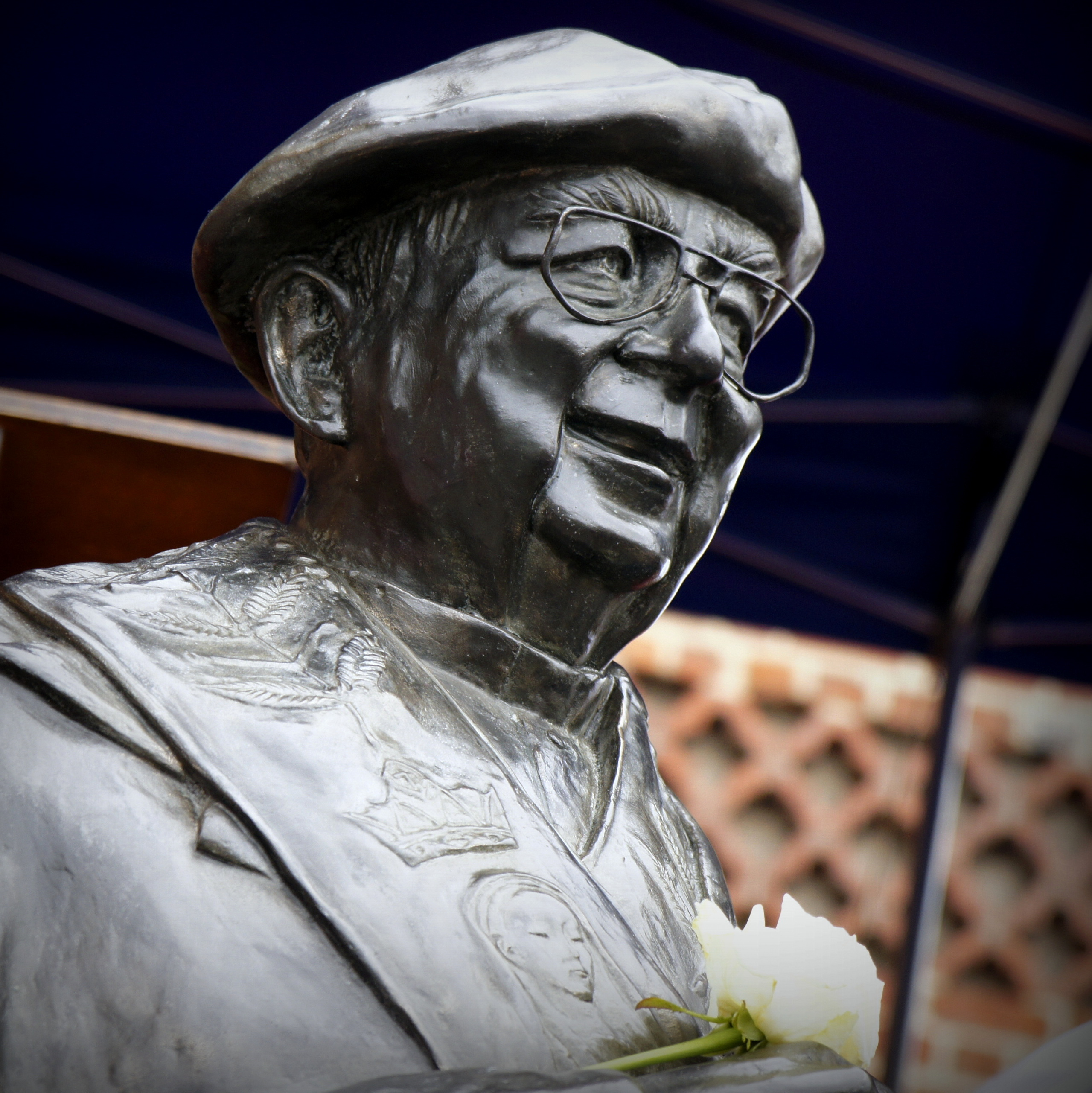
Pomnik